# Gare de Nagatsuta
La gare de Nagatsuta (長津田駅, Nagatsuta-eki) est une gare ferroviaire de la ville de Yokohama, dans la préfecture de Kanagawa, au Japon. La gare est gérée conjointement par les compagnies JR East, Tōkyū et Yokohama Minatomirai Railway.

## Situation ferroviaire
La gare de Nakayama est située au point kilométrique (PK) 17,9 de la ligne Yokohama et au PK 26,6 de la ligne Tōkyū Den-en-toshi. Elle marque le début de la ligne Kodomonokuni.

## Histoire
La gare a été inaugurée le 23 septembre 1908.

## Service des voyageurs

### Accueil
La gare dispose d'un bâtiment voyageurs, avec guichets, ouvert tous les jours.

### Desserte
- Ligne Yokohama :
  - voie 1 : direction Hachiōji
  - voie 2 : direction Yokohama
- Ligne Den-en-toshi :

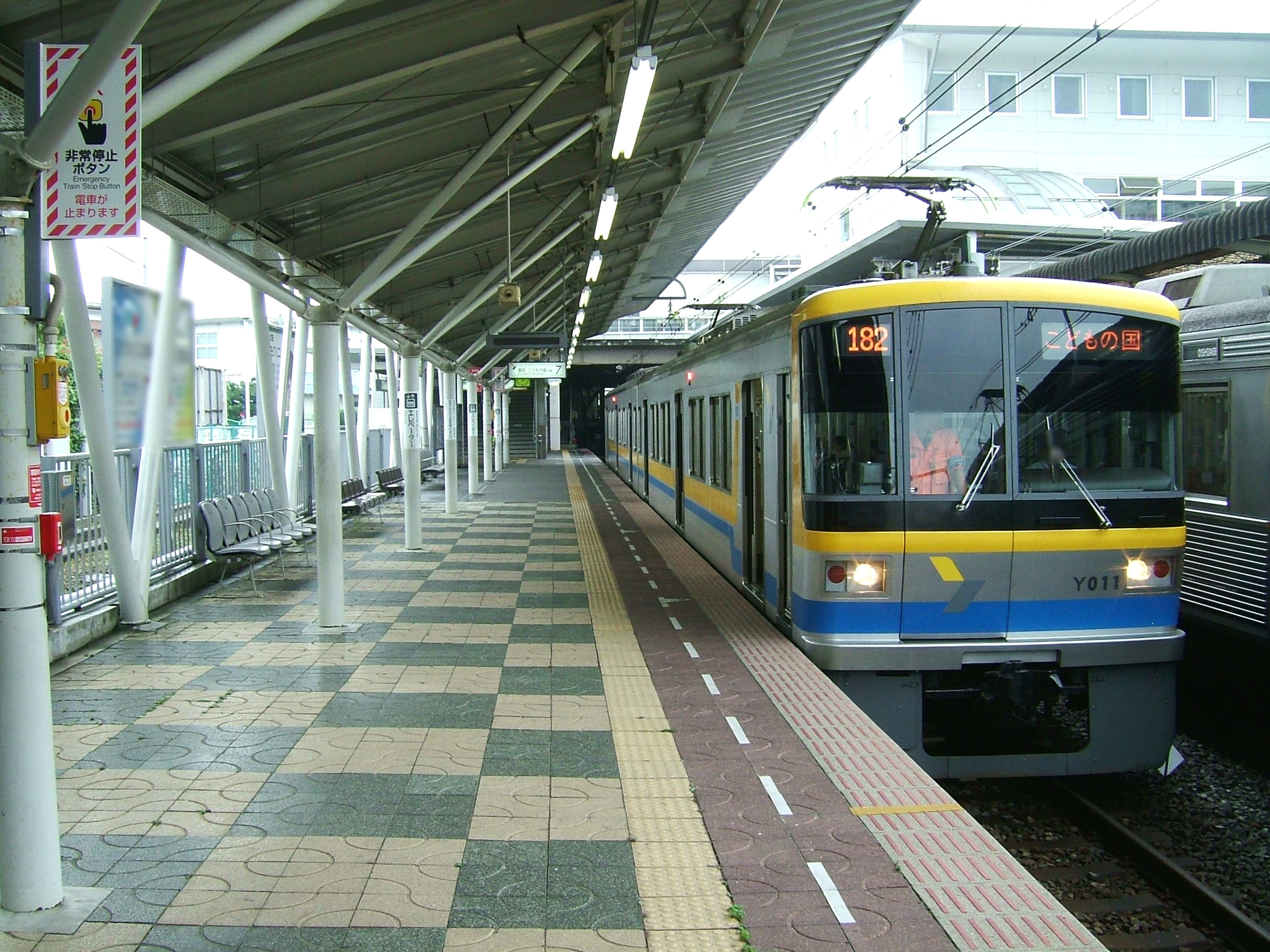
Quai de la ligne Kodomonokuni

  - voies 3 et 4 : direction Chūō-Rinkan
  - voies 5 et 6 : direction Shibuya (interconnexion avec la ligne Hanzōmon pour Oshiage)
- Ligne Kodomonokuni :
  - voie 7 : direction Kodomonokuni